# Cristian Stragea
Cristian Dimitrie Stragea (n. 13 august 1968) este un fost senator român ales pe listele PNL. Cristian Dimitrie Stragea a fost validat ca senator pe data de 30 iunie 2008, când l-a înlocuit pe senatorul Petru Nicolae Ioțcu.